# Crux (род)
Crux  (лат.) — род пещерных кузнечиков из подсемейства Macropathinae (Rhaphidophoridae). Известно 2 вида. Новая Зеландия.

## Этимология
Родовое название Crux, впервые обнаруженного на глубоком юге Новой Зеландии, дано в честь хорошо узнаваемого созвездия южного неба — Южного Креста (лат. Crux). Типовое местонахождение — остров Ракиура-Стюарт (Rakiura-Stewart Island), самый южный из основных островов Новой Зеландии.

## Распространение
Новая Зеландия: Южный остров и остров Ракиура-Стюарт.

## Описание
Длина около 2 см (17—28 мм; усики самок в 3 раза длиннее тела). Кузнечики среднего размера, от средне- до тёмно-коричневого цвета, с коренастым телом и относительно короткими, крепкими ногами. По общим пропорциям больше всего напоминает новозеландских Talitrsopis sedilloti Bolivar, 1882 (Rhaphidophoridae). Передние бёдра лишены вершинных шипов, средние бёдра несут один ретролатеральный вершинный шип, а задние бёдра имеют по крайней мере один маленький, крепкий неподвижный шип на дистальном конце пролатерального нижнего киля и один или несколько чуть более крупных подобных шипов на ретролатеральном нижнем киле. Передние и средние голени с четырьмя вершинными шипами, одним сочленённым ретролатеральным, нижним, линейным шипом и двумя пролатеральными, нижними линейными шипами; все узкие и острые. Задние голени хорошо вооружены на задней поверхности двумя рядами из примерно девяти тёмных, крепких, неподвижных шипов.

## Таксономия
Известно 2 вида. Род был впервые описан в 2024 году новозеландским энтомологом Steven A. Trewick (Wildlife & Ecology; Университет Мэсси, Палмерстон-Норт, Новая Зеландия) по типовым материалам из Новой Зеландии. Род включён в состав подсемейства Macropathinae (Пещерные кузнечики).
- Crux boudica Trewick, 2024
- Crux heggi Trewick, 2024